# Highway to Hell (bài hát)
"Highway to Hell" là ca khúc mở đầu cho album cùng tên năm 1979 của ban nhạc rock người Úc, AC/DC. Ca khúc sau đó được phát hành dưới dạng đĩa đơn cùng năm. Đây là một sáng tác chung của Angus Young, Malcolm Young và Bon Scott, đặc biệt phần sáng tác solo guitar riff kinh điển được ghi riêng cho Angus. Trước đó, ban nhạc từng thực hiện rất nhiều album phòng thu và thường kiệt sức khi phải quảng bá chúng qua những tour diễn kéo dài – điều mà theo Young, chính là "cao tốc tới địa ngục".

## Xếp hạng
| Bảng xếp hạng (1979)                            | Vị trí cao nhất |
| ----------------------------------------------- | --------------- |
| Áo (Ö3 Austria Top 40)                          | 52              |
| Bỉ (Ultratop 50 Flanders)                       | 14              |
| Pháp (SNEP)                                     | 23              |
| Trường songid là BẮT BUỘC CHO BẢNG XẾP HẠNG ĐỨC | 30              |
| Hà Lan (Single Top 100)                         | 17              |
| Spain (PROMUSICAE)                              | 24              |
| Thụy Điển (Sverigetopplistan)                   | 36              |
| Mỹ Billboard Hot 100                            | 47              |

| Bảng xếp hạng (1992)                    | Vị trí cao nhất |
| --------------------------------------- | --------------- |
| Úc (ARIA)                               | 29              |
| Hà Lan (Single Top 100)                 | 69              |
| Thụy Sĩ (Schweizer Hitparade)           | 37              |
| Mỹ Billboard Hot Mainstream Rock Tracks | 1               |

| Bảng xếp hạng (2012)           | Vị trí cao nhất |
| ------------------------------ | --------------- |
| Scotland (OCC)                 | 36              |
| Anh Quốc (OCC)                 | 40              |
| Mỹ Billboard Hot Digital Songs | 1               |

| Bảng xếp hạng (2013) | Vị trí cao nhất |
| -------------------- | --------------- |
| Ireland (IRMA)       | 23              |
| Scotland (OCC)       | 2               |
| Anh Quốc (OCC)       | 4               |

## Thành phần tham gia sản xuất
- Bon Scott – hát chính.
- Angus Young – guitar lead.
- Malcolm Young – guitar nền, hát nền.
- Cliff Williams – bass, hát nền.
- Phil Rudd – trống.